# Zé Sérgio
José Sérgio Presti (* 8. března 1957, São Paulo), známý jako Zé Sérgio, je bývalý brazilský fotbalista, který hrál jako útočník.

## Klubová kariéra
Hrál za kluby: São Paulo FC (1977–1984), Santos FC (1984–1986), CR Vasco da Gama (1986–1987). Kariéru ukončil v Japan J–League, v Kashiwa Reysol (1989–1991).
Vyhrál 1krát brazilskou ligu (1977).

## Reprezentační kariéra
V letech 1978–1981 hrál za brazilskou fotbalovou reprezentaci. Hrál za ni 25 zápasů a vstřelil 5 gólů. Byl na soupisce pro Mistrovství světa ve fotbale 1978, kde získal bronz.

## Trenérská kariéra
Trénoval Kashiwu Reysol (1995), São Paulo U17, São Paulo U20, Ponte Preta (U20) a Ponte Preta (prozatímní)